# Dinarda hagensii
Dinarda hagensii är en skalbaggsart som beskrevs av Erich Wasmann 1889. Dinarda hagensii ingår i släktet Dinarda, och familjen kortvingar. Arten är reproducerande i Sverige.